# Линд, Густаф
Густаф Аллан Линд (швед. Gustaf Lindh; 21 мая 1926) — шведский пятиборец, победитель демонстрационных соревнований в зимнем пятиборье на Олимпийских играх 1948 года.

## Ранняя биография
Он родился в Теторт Лидене (коммуна Сундсваль). Как и все другие участники[чего?], Линд был также членом вооруженных сил. В возрасте семнадцати лет он присоединился к шведской армии в Эстерсунде, так как не имел возможности обучаться из-за Второй мировой войны. Он учился в военном училище в качестве фурьера и преуспел в зимних видах спорта. Принимая участие в своём третьем чемпионате Швеции (в 1946 году), он победил в Зимнем пятиборье и, таким образом, получил право участвовать на Олимпийских играх.

## Карьера
Густаф Линд — единственный олимпийский чемпион по зимнему пятиборью. Этот вид спорта лишь один раз присутствовал на Олимпийских играх, при этом был демонстрационным. На Олимпийских играх 1948 года в Санкт-Морице от Швеции участвовало четыре спортсмена, в том числе будущий олимпийский чемпион по современному пятиборью (в Лондоне, 1948) Вильям Грут. Грут, Клас Эгнелль и Бертиль Хаасе были примерно на десять лет старше Линда. Они были фаворитами в зимнем пятиборье, но Линд выиграл стрельбу и верховую езду, а его самым слабым видом был горнолыжный скоростной спуск, где он был шестым. Его товарищ по команде Хаасе выиграл скоростной спуск и 10-километровую лыжную гонку, поскольку он был хорошим лыжником, но выступить слабее в стрельбе, фехтовании и верховой езде. Грут показал сбалансированное выступление, но Линд финишировал на одно очко (место) впереди него, а также опередил Хаасе. Четвёртый швед, Клас Эгнелль, сломал ногу во время соревнований в скоростном спуске и был вынужден сняться с соревнований.

## После завершения карьеры
Осенью 1948 года он был уволен из армии и начал обучение в области энергетических технологий в Tekniska Fackskolan (Техническом профессиональном училище) в Сундсвалле, затем работал инженером и проектировщиком высоковольтных линий. Он продолжал заниматься спортом до тех пор, пока сломанная челюсть после падения с лошади в Стокгольме не вынудила его уйти в отставку в 1954 году. Параллельно с этим завершилась его карьера.
Линд провел несколько лет в Соединенных Штатах, вернулся в Швецию в конце 1960-х годов и жил в Викшё, что находится к северо-западу от Стокгольма.

## Рекомендации
1. ↑  Rapport Général sur les Ves Jeux Olympiques d’hiver St-Moritz 1948 (фр.) (PDF) 72–74. Comité Olympic Suisse. Дата обращения: 25 июня 2010. Архивировано из оригинала 10 апреля 2008 года.
2. ↑  Johansson, Arne. Guldolympier från Boda (швед.). Lidens tidning – www.lidenstidning.se (9 апреля 2000). Дата обращения: 25 июня 2010. Архивировано из оригинала 13 августа 2010 года.